# Державний архів Одеської області
Держа́вний архі́в Оде́ської о́бласті — головна архівна установа Одеської області, структурний підрозділ Одеської обласної державної адміністрації, який підзвітний та підконтрольний голові обласної державної адміністрації та Державній архівній службі України.

## Адреса
65026 Україна, Одеса, вул. Святослава Караванського, 18 (корпус 1)
65012 Україна, Одеса, вул. Пироговська, 29 (корпус 2)

## Історія
У березні 1920 року було створено Одеський історичний архів. У 1923 р. Одеський історичний архів було перейменовано на Одеський губернський історичний архів. З 1925 р. — на Одеський окружний історичний архів. У 1932 р. отримав назву Одеський обласний державний архів. З 1941 р. — Державний архів Одеської області. У 1958 р. архів було перейменовано на Одеський обласний державний архів. До 1958 р. він підпорядковувався МВС, потім — Головному архівному управлінню при Раді Міністрів УРСР. З 1980 р. архів має назву Державний архів Одеської області, з 1999 р. він підпорядковується Державному комітету архівів України, з 2010 року — Державній архівній службі України.

## Досягнення
Сьогодні Держархів Одеської області є найсучасним архівом в Україні.
- Єдиний архів в Україні який майже повністю відсканував та виклав онлайн метричні книги[3]
- Єдиний архів який повністю виклав онлайн описи всіх фондів дореволюційного періоду[4].
- Абсолютний рекордсмен по кількості тематичних видань.
- Наймолодший архів за віком співробітників.

## Будівля архіву
Головний корпус архіву за адресою вул. Святослава Караванського 18 — стара синагога Бродського. Будівля знаходиться в аварійному стані дуже довгий час. На початку 2016 року міська влада Одеси прийняла неоднозначне рішення передати будівлю єврейській громаді. При цьому архіву не було надано жодного іншого приміщення. Фактично архів було викинуто на вулицю. Це викликало великий суспільний резонанс. Після декількох етапів перемовин міська влада зголосилась на будівництво нового сучасного корпусу архіву. Проте станом жовтень 2016 року реальне будівництво не почалось. Архів й досі знаходиться в аварійній будівлі.

## Фонди
В Державному архіві Одеської області зберігаються понад 13 тисяч фондів (більш 2 млн справ, у тому числі — науково-технічної документації, кіно-, фото-, фонодокументи, відеоматеріали.

## Попередні директори архіву
- Ніточко Іван Іванович
- Левчук Володимир Володимирович

## Відомі співробітники
В різні часи в архіві працювали відомі історики-архівісти, дослідники українського козацтва Бачинський Анатолій Діомидович, Рябінін-Скляревський Олександр Олександрович, Хромов Анатолій Володимирович.